# NGC 1376
NGC 1376 је спирална галаксија у сазвежђу Еридан која се налази на NGC листи објеката дубоког неба.
Деклинација објекта је - 5° 2' 34" а ректасцензија 3h 37m 6,0s. Привидна величина (магнитуда) објекта NGC 1376 износи 12,1 а фотографска магнитуда 12,8. NGC 1376 је још познат и под ознакама MCG -1-10-11, IRAS 03346-0512, PGC 13352.